# 59804 Dickjoyce
59804 Dickjoyce è un asteroide della fascia principale. Scoperto nel 1999, presenta un'orbita caratterizzata da un semiasse maggiore pari a 3,1919642 UA e da un'eccentricità di 0,0661426, inclinata di 9,36776° rispetto all'eclittica.